# Urocoras phthisicus
Urocoras phthisicus là một loài nhện trong họ Agelenidae.
Loài này thuộc chi Urocoras. Urocoras phthisicus được Paolo Marcello Brignoli miêu tả năm 1978.